# Estação Oktiabrskaia (metro de Novosibirsk)
Oktiabrskaia (em russo:  Октябрьская) é uma das estações da linha Leninskaia (Linha 1) do Metro de Novosibirsk, na Rússia. Estação «Oktiabrskaia» está localizada entre as estações «Retchnoi Vokzal» e «Ploshchad Lenina».